# About the Money
About the Money è un singolo del rapper statunitense T.I., pubblicato nel 2014 e interpretato insieme al rapper Young Thug. Il brano è stato estratto dall'album Paperwork.

## Tracce
- Download digitale

1. About the Money – 4:30